# Praehedbergella
Praehedbergella es un género de foraminífero planctónico de la subfamilia Praehedbergellinae, de la familia Praehedbergellidae, de la superfamilia Rotaliporoidea, del suborden Globigerinina y del orden Globigerinida. Su especie tipo es Globigerina tuschepsensis. Su rango cronoestratigráfico abarca desde el Hauteriviense superior hasta el Aptiense inferior (Cretácico inferior).

## Descripción
Praehedbergella incluía especies con conchas trocoespiraladas, de forma globigeriniforme; sus cámaras eran globulares, creciendo en tamaño de forma gradual; sus suturas intercamerales eran rectas e incididas; su contorno era subpoligonal, y lobulado; su periferia era redondeada; su ombligo era estrecho; su abertura era interiomarginal, umbilical a umbilical-extraumbilical, en forma de arco bajo y bordeada por un labio; presentaba pared calcítica hialina, delgada, microperforada, con la superficie lisa.

## Discusión
Algunos autores han considerado Praehedbergella un sinónimo subjetivo posterior de Hedbergella. Sin embargo, Praehedbergella se distingue por la pared lisa de su concha, a diferencia de Hedbergella s.s. que tiene una pared papilada debido a la presencia de poros en túmulo. Clasificaciones posteriores han incluido Praehedbergella en la Superfamilia Globigerinoidea.

## Paleoecología
Praehedbergella incluía especies con un modo de vida planctónico, de distribución latitudinal cosmopolita, y habitantes pelágicos de aguas superficiales (medio epipelágico).

## Clasificación
Praehedbergella incluye a las siguientes especies:
- Praehedbergella handousi †
- Praehedbergella pseudosigali †
- Praehedbergella tuschepsensis †

Otras especies consideradas en Praehedbergella son:
- Praehedbergella daminiae †
- Praehedbergella grigelisae †
- Praehedbergella grigelisi †
  - Praehedbergella grigelisi perforare †
- Praehedbergella ruka †
  - Praehedbergella ruka contritus †
  - Praehedbergella ruka papillata †
- Praehedbergella sigali †
  - Praehedbergella sigali compacta †
  - Praehedbergella sigali rasilis †
  - Praehedbergella sigali ruka †
- Praehedbergella tatianae †
- Praehedbergella yakovlevae †

En Praehedbergella se ha considerado el siguiente subgénero:
- Praehedbergella (Blefuscuiana), aceptado como género Blefuscuiana